# 布维尔 (埃松省)
布维尔（法語：Bouville，法語發音：[buvil] ⓘ）是法国法兰西岛大区埃松省的一个市镇，属于埃唐普区。

## 地理
布维尔（48°25'53"N, 2°16'10"E）面积20.53 平方千米，位于法国法蘭西島大區埃松省，该省份为法国北部内陆省份，北起上塞纳省和马恩河谷省，西接厄尔-卢瓦省和伊夫林省，南至卢瓦雷省，东临塞纳-马恩省。
与布维尔接壤的市镇（或旧市镇、城区）包括：上欧韦尔新城、瓦尔皮索、欧韦尔圣乔治、布瓦西勒屈泰、迪松-隆格维尔、莫里尼-尚皮尼、奥尔沃、皮斯莱勒马赖、埃松河畔韦尔。

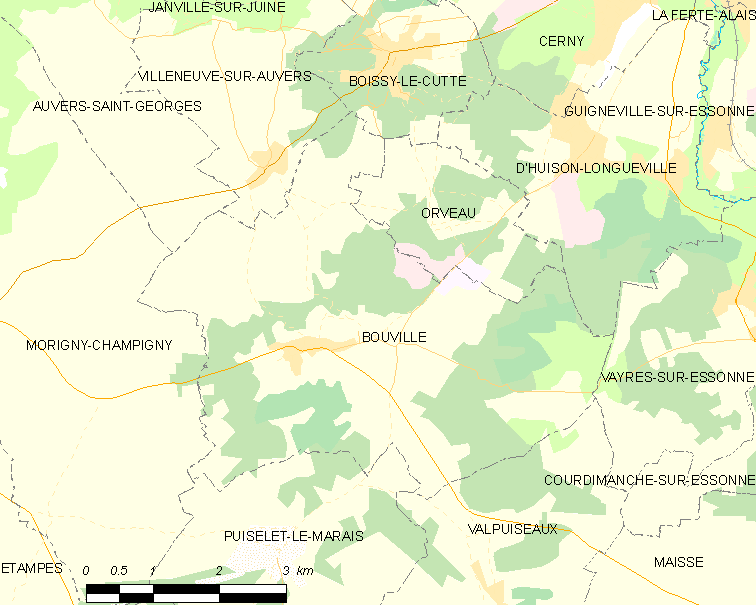
的OSM定位图

布维尔的时区为UTC+01:00、UTC+02:00（夏令时）。

## 行政
布维尔的邮政编码为91880，INSEE市镇编码为91100。

## 政治
布维尔所属的省级选区为埃唐普县。

## 人口

1962-2008年间人口变化图示

布维尔于2022年1月1日时的人口数量为658人。